# Коначна разлика
Коначна разлика је математички израз облика f(x + b) − f(x + a). Ако коначну разлику поделимо са b − a добија се коефицијент разлике. Апроксимација извода коначним разликама игра централну улогу методама коначних разлика за нумеричко решавање диференцијалних једначина, посебно проблемима граничних вредности.
Поједини периодични односи могу бити написани као једначине разлика заменом нотације итерација са коначном разликама.
Данас се термин "коначна разлика" често користи као синоним за апроксимације извода коначним разликама, нарочито у контексту нумеричких метода. Коначно различне апроксимације су коефицијенти коначних разлика у горе кориштеној терминологији.
Коначне разлике су такође биле тема студија као апстрактни самостојећи математички објекати, на пример у делима Џорџа Була (1860), ЛМ Милне-Томсон (1933), и [[Карољ Јордан|Кароља Јордана}] (1939), и њигово порекло се може пратити све од Исака Њутна и других. Са тог гледишта, формални рачун коначних разлика је алтернатива инфинитезималном рачуну.

## Предње, задње и централне разлике
Три облика се обично могу узети у обзир: предње, задње, и централне разлике.
Предња разлика је израз облика
{\displaystyle \Delta _{h}[f](x)=f(x+h)-f(x).\ }
У зависности од примене, размак H може бити променљив или константни. Када је изостављен, за Х се узима 1:{\displaystyle \Delta [f](x)=\Delta _{1}[f](x)}.
Задња разлика користи вредности функција на X и X - Х, уместо вредности на k + h и х:
{\displaystyle \nabla _{h}[f](x)=f(x)-f(x-h).\ }
Коначно, централна разлика даје
{\displaystyle \delta _{h}[f](x)=f(x+{\tfrac {1}{2}}h)-f(x-{\tfrac {1}{2}}h)~.}

## Однос са дериватима
Извод функције f на тачки k је дефинисан лимесом
{\displaystyle f'(x)=\lim _{h\to 0}{\frac {f(x+h)-f(x)}{h}}.}
Ако је h фиксна (не-нула) вредност уместо приближно нули, онда би десна страна горње једначине била
{\displaystyle {\frac {f(x+h)-f(x)}{h}}={\frac {\Delta _{h}[f](x)}{h}}.}
Стога, предњу разлику поделимо са h приближно деривату када је h мала. Грешка у овом приближавању се могу извести из Тејлорове теореме. Под претпоставком да је f диференцијабилна, имамо
{\displaystyle {\frac {\Delta _{h}[f](x)}{h}}-f'(x)=O(h)\to 0\quad {\text{as }}(h\to 0).}
Иста формула важи и за задњу разлику:
{\displaystyle {\frac {\nabla _{h}[f](x)}{h}}-f'(x)=O(h)\to 0\quad {\text{as }}(h\to 0).}
Међутим, централна (такође позната средина) разлика даје прецизнију апроксимацију. Ако је f диференцијабилна два пута,
{\displaystyle {\frac {\delta _{h}[f](x)}{h}}-f'(x)=O(h^{2}).\!}
Међутим, главни проблем са методом централне разлике, је да осцилирање функције може да доведе до вредности деривата нула. Ако је f (NH) = 1 за n непаран, и f (NH) = 2 за n чак, тада је f'(NH) = 0 ако се рачуна са централном разликом. Ово је посебно проблематично уколико је домен f дискретан.
Аутори за које коначне разлике значе коначне разлике апроксимације дефинисали су предње / задње / централне разлике као количнике дате у овом одељку (уместо запошљавања дефиниције дате у претходном одељку).

## Разлике вишег реда
На аналоган начин се може добити коначниа разлика апроксимације деривата вишег реда и диференцијалних оператора. На пример, коришћење формуле централне разлике за f'(k + H / 2) и f'(k-h / 2) и примена формуле централне разлике за деривата f' са X, добијамо централну разлику апроксимације другог деривата f:
Другог реда централна разлика
{\displaystyle f''(x)\approx {\frac {\delta _{h}^{2}[f](x)}{h^{2}}}={\frac {f(x+h)-2f(x)+f(x-h)}{h^{2}}}.}
Слично се могу применити и друге диференцијалне формуле у рекурзивном начину.
Другог реда предња разлика
{\displaystyle f''(x)\approx {\frac {\Delta _{h}^{2}[f](x)}{h^{2}}}={\frac {f(x+2h)-2f(x+h)+f(x)}{h^{2}}}.}
Уопштено говорећи, н-ти ред предње, задње, и централне разлике су дате, као,
Предње
{\displaystyle \Delta _{h}^{n}[f](x)=\sum _{i=0}^{n}(-1)^{i}{\binom {n}{i}}f(x+(n-i)h),}
или за h=1,
{\displaystyle \Delta ^{n}[f](x)=\sum _{k=0}^{n}{\binom {n}{k}}(-1)^{n-k}f(x+k)}
Задње
{\displaystyle \nabla _{h}^{n}[f](x)=\sum _{i=0}^{n}(-1)^{i}{\binom {n}{i}}f(x-ih),}
Централне
{\displaystyle \delta _{h}^{n}[f](x)=\sum _{i=0}^{n}(-1)^{i}{\binom {n}{i}}f\left(x+\left({\frac {n}{2}}-i\right)h\right).}
Ове једначине користе биномне коефицијенте после знака сабирања приказаног као \ \binom{n}{i}. Сваки ред Паскаловог троугла даје коефицијент за сваку вредност и.
Имајмо на уму да ће централна разлика, за непарно н, имати х којим множимо бројеве који нису природни. Проблем може бити отклоњен узимањем просека од \delta^n[f](x - h/2) и  \delta^n[f](x + h/2).
Праћење разлика постављених у низовима се понекад називају низови биномних трансформација и имају низ интересантних комбинаторних својстава. Праћење разлика може бити се оцењено помоћу Нøрлунд-Рице интеграла. Представљање ове врсте серија је интересантно, јер се интеграл често може проценити коришћењем асимптотског проширења или оптерећењем техничке тачке; насупрот томе, праћење разлика серија може бити изузетно тешко бројчано проценити, јер биномски коефицијенти брзо расту за велико н.
Однос ових разлика вишег реда и одговарајућих деривата је једноставан,
{\displaystyle {\frac {d^{n}f}{dx^{n}}}(x)={\frac {\Delta _{h}^{n}[f](x)}{h^{n}}}+O(h)={\frac {\nabla _{h}^{n}[f](x)}{h^{n}}}+O(h)={\frac {\delta _{h}^{n}[f](x)}{h^{n}}}+O(h^{2}).}
Разлике вишег реда се такође могу користити за конструкцију боље апроксимације. Као што је поменуто, разлика првог реда апроксимира извод првог реда  до члана реда х. Међутим, комбинација
{\displaystyle {\frac {\Delta _{h}[f](x)-{\frac {1}{2}}\Delta _{h}^{2}[f](x)}{h}}=-{\frac {f(x+2h)-4f(x+h)+3f(x)}{2h}}}
приближна ф '(к) до члана реда х2. Ово се може доказати проширењем израза у Тејлоров ред, или помоћу рачунања коначних разлика, што је објашњено у наставку.
Ако је потребно, коначна разлика може бити центрирана око било које тачке мешањем предњих, задњих, и централних разлика.

### Произвољна величине зрна
Користећи мало линеарну алгебру, можемо прилично лако изградити апроксимације, што узрокује произвољан број бодова лево и (евентуално другачије) број бодова десно од централне тачке, за било који ред извода. То подразумева решавање линеарног систем као што је Тејлор проширио збир тих тачака, око централне тачке, и тако ћемо бити ближи проширењу жељеног извода.
Ово је корисно за разликовање функцију у координатним системима, где, ако се једна приближава ивици мреже, онда мањи узорак и мања тачка морају бити на истој страни.
Детаљи су наведени у тим белешкама. 

### Подешавања
- За све позитивне k и n

{\displaystyle \Delta _{kh}^{n}(f,x)=\sum \limits _{i_{1}=0}^{k-1}\sum \limits _{i_{2}=0}^{k-1}\cdots \sum \limits _{i_{n}=0}^{k-1}\Delta _{h}^{n}(f,x+i_{1}h+i_{2}h+\cdots +i_{n}h).}
- Leibniz правило:

{\displaystyle \Delta _{h}^{n}(fg,x)=\sum \limits _{k=0}^{n}{\binom {n}{k}}\Delta _{h}^{k}(f,x)\Delta _{h}^{n-k}(g,x+kh).}

## Методе коначних разлика
Важна примена коначних разлика је у нумеричкој анализи, нарочито у нумеричким диференцијалним једначинама, које се своде на нумеричким решењима редовних и парцијалних диференцијалних једначина. Идеја је да се замене изводи који се појављују у диференцијалним једначинама коначним разликама које су приближне. Добијене методе се називају методе коначних разлика.
Заједничка примена метода коначних разлика је у рачунарској науци и инжењерским дисциплинама, као што су енергетика, механике флуида, итд

## Њутнове серије
Њутнове серије су састављене од Њутнових  једначина предњих разлика, названих по Исаку Њутну; у суштини, то је Њутнова формула интерполације, коју је први пут објавио у својим Принципима математике 1687. године, то јест одвојена аналогија бесконачне Теилорове експанзије,
која важи за било коју фунскцију полинома f и за већину (али не све) аналитичких функција. Овде, израз
{\displaystyle {x \choose k}={\frac {(x)_{k}}{k!}}}
је биномни коефицијент, и
{\displaystyle (x)_{k}=x(x-1)(x-2)\cdots (x-k+1)}
је "падајући факторијал" или "нижи факторијал”, док се празан производ (h) 0  дефинише 1. У овом конкретном случају, постоји претпоставка корака за промене у вредности X, H = 1 од генерализације испод.
Обратимо пажњу на формалну преписку оваог резултата из Тејлорове теореме. Историјски, ово је као и Чу-Вандермонда идентитет,
{\displaystyle (x+y)_{n}=\sum _{k=0}^{n}{n \choose k}(x)_{n-k}~(y)_{k}~,}
(из тога, и преписки биномних теорема), се укључује у запажања која су сазрела у систему Умбрал калкулус.
Да би илустровали како се може користити Њутнова формула у пракси, узимамао у обзир првих неколико услова удвострученог Фибоначијевог низа f = 2, 2, 4, ... Може се наћи полином који репродукује те вредности, прво рачунањем разлика, а затим супституцијом разлике које одговарају k0 (подвучена) у формулу као што следи,
{\displaystyle {\begin{matrix}{\begin{array}{|c||c|c|c|}\hline x&f=\Delta ^{0}&\Delta ^{1}&\Delta ^{2}\\\hline 1&{\underline {2}}&&\\&&{\underline {0}}&\\2&2&&{\underline {2}}\\&&2&\\3&4&&\\\hline \end{array}}&\quad {\begin{aligned}f(x)&=\Delta ^{0}\cdot 1+\Delta ^{1}\cdot {\dfrac {(x-x_{0})_{1}}{1!}}+\Delta ^{2}\cdot {\dfrac {(x-x_{0})_{2}}{2!}}\quad (x_{0}=1)\\\\&=2\cdot 1+0\cdot {\dfrac {x-1}{1}}+2\cdot {\dfrac {(x-1)(x-2)}{2}}\\\\&=2+(x-1)(x-2)\\\end{aligned}}\end{matrix}}}
За случај различитих вредности k, Њутн израчунава подељене разлике,
{\displaystyle \Delta _{j,0}=y_{j},\quad \quad \Delta _{j,k}={\frac {\Delta _{j+1,k-1}-\Delta _{j,k-1}}{x_{j+k}-x_{j}}}\quad \ni \quad \left\{k>0,\ \ j\leq \max \left(j\right)-k\right\},\quad \quad \Delta 0_{k}=\Delta _{0,k}}
серија производа,
{\displaystyle {P_{0}}=1,\quad \quad P_{k+1}=P_{k}\cdot \left(\xi -x_{k}\right)~,}
и добијени полином је скаларни производ, {\displaystyle f(\xi )=\Delta 0\cdot P\left(\xi \right)} .
У анализи са п-АДИЦ бројева, Махлерова теорема каже да f функција полинома може бити ослабљена све до облика у којем је f непрекидна.
Царлсонова теорема даје потребне и довољне услове из којих је Њутнова серија јединствена, ако постоји. Међутим, Њутнова серија, генерално, не постоји.
Невтонова серија, заједно са Стирлинг серијама и Селберг серијама, је специјалан случај општих разлика серија од којих су све дефинисане у смислу погодних скалираних предњих разлика.
У збијеном и мало општијем облику и са истим растојањем чворова, формула гласи
{\displaystyle f(x)=\sum _{k=0}{{\frac {x-a}{h}} \choose k}\sum _{j=0}^{k}(-1)^{k-j}{k \choose j}f(a+jh).}

## Рачун коначних разлика
Предња разлика се може сматрати као оператор разлика, који мапира функцију f да Δh [f]. Овај оператер износи
{\displaystyle \Delta _{h}=T_{h}-I,\,}
где је Th промена оператор у кораку h, дефинисан као Th (k) = [f] f (k + h), а I је оператор идентитета.
Коначна разлика вишег реда може се дефинисати на рекурзиван начин као Δhn ≡ Δh (Δhn-1).
Разлика оператера Δх је линеарни оператор и задовољава посебно Лајбниц правило које  је горе наведено, Δh (f (k) g (k)) = (Δhf (h)) (k + h) + f (k) (Δhg (iks)). Слични обрачуни се односе на заостале и централне разлике.
Формална примена тејлорових серија у односу на х, даје формулу
{\displaystyle \Delta _{h}=hD+{\frac {1}{2}}h^{2}D^{2}+{\frac {1}{3!}}h^{3}D^{3}+\cdots =\mathrm {e} ^{hD}-I~,}
где  D означава бесконачност извода оператера, мапирање F својим изводом f'. Експанзија је важећа када обе стране делују на аналитичке функције, за довољно мале х. Тако, Th=ehD, и формално инвертовањем експоненцијала доноси
{\displaystyle hD=\log(1+\Delta _{h})=\Delta _{h}-{\tfrac {1}{2}}\Delta _{h}^{2}+{\tfrac {1}{3}}\Delta _{h}^{3}+\cdots .\,}
Ова формула важи у смислу да оба оператера дају исти резултат када се поставе као полиноми.
Чак и за аналитичке функције, серија на десној страни не гарантује да ће конвергирати; то могу бити асимптотичке серије. Међутим, то се може користити за добијање прецизније апроксимације извода. На пример, узимањем прва два услова серије другог реда прилази се приближно f (k) које на крају помиње разлике вишег реда.
Аналогне формуле за заосталих и централних разлика оператора су
{\displaystyle hD=-\log(1-\nabla _{h})\quad {\text{and}}\quad hD=2\,\operatorname {arsinh} ({\tfrac {1}{2}}\delta _{h}).}
Рачун коначних разлика се односи на Умбрал рачун из комбинаторике. Ова изузетно систематска преписка је доспео до идентитета колектора Умбрал количине њиховог кбесконачног аналога (х → 0 лимита),
Велики број формалних диференцијалних односа стандардне математичке функције укључујући ф (к) као систематске мапе Умбрал коначних разлика укључују аналоге  Ф (XТХ-1).
На пример, Умбрал аналогни једночлан је генерализација горе падом факторијала (Поцххаммер К-симбол),
{\displaystyle ~(x)_{n}\equiv (xT_{h}^{-1})^{n}=x(x-h)(x-2h)\cdots (x-(n-1)h)} ,
па тако
{\displaystyle {\frac {\Delta _{h}}{h}}~(x)_{n}=n~(x)_{n-1}~,}
из овог изнад Њутн уводи формулу (упаривањем коефицијената у експанзији произвољне функције ф (к) у таквим симболима), и тако даље.
На пример, умбрал синус је 
{\displaystyle \sin(x\,T_{h}^{-1})=x-{\frac {(x)_{3}}{3!}}+{\frac {(x)_{5}}{5!}}-{\frac {(x)_{7}}{7!}}+\cdots .}
Као у бесконачниој граници је еигенфунцтион од Δх / х, такође је експоненцијална,
{\displaystyle {\frac {\Delta _{h}}{h}}~(1+\lambda h)^{x/h}={\frac {\Delta _{h}}{h}}~e^{\ln(1+\lambda h)~x/h}=\lambda ~e^{\ln(1+\lambda h)~x/h}~,}
и стога фурије суме бесконачних функција се могу лако мапирати umbral Fourier sums faithfully, односно, укључују исте коефицијенте Фурије множењем ових Умбрал базних експонената. Овај умбрал експоненцијал тако износи у експоненцијалној производној функцији Поцххаммер симбола.
Тако, на пример, Дирак делта функција мапира своје умбрал преписке, кардиналну синус функцију,
{\displaystyle \delta (x)\mapsto {\frac {\sin {\bigl [}{\frac {\pi }{2}}(1+x/h){\bigr ]}}{\pi (x+h)}}~,}
и тако даље. Разлика једначине се често може решити са техникама врло сличним онима за решавање диференцијалних једначина.
Инверзни оператор предњих разлика оператера, па онда умбрални интеграл је неодређени износ или анти разлика оператера.

## Правила за рачунање коначних разлика оператора
Аналогно правила за проналажење извода, су:
- Правило константе: ако је ц константа, онда

{\displaystyle \Delta c=0{\,}}
- Линеарно: уколико а и б су константе,

{\displaystyle \Delta (af+bg)=a\,\Delta f+b\,\Delta g}
Сва горе правила важе подједнако добро на било који оператор разлике, укључујући и \ набла као да \ Делта.
- Правило производа:

{\displaystyle \Delta (fg)=f\,\Delta g+g\,\Delta f+\Delta f\,\Delta g}
{\displaystyle \nabla (fg)=f\,\nabla g+g\,\nabla f-\nabla f\,\nabla g}
- Правило коефицијента

{\displaystyle \nabla \left({\frac {f}{g}}\right)={\frac {1}{g}}\det {\begin{bmatrix}\nabla f&\nabla g\\f&g\end{bmatrix}}\left(\det {\begin{bmatrix}g&\nabla g\\1&1\end{bmatrix}}\right)^{-1}}
or
{\displaystyle \nabla \left({\frac {f}{g}}\right)={\frac {g\,\nabla f-f\,\nabla g}{g\cdot (g-\nabla g)}}}
{\displaystyle \Delta \left({\frac {f}{g}}\right)={\frac {g\,\Delta f-f\,\Delta g}{g\cdot (g+\Delta g)}}}
- Правила сабирања

{\displaystyle \sum _{n=a}^{b}\Delta f(n)=f(b+1)-f(a)}
{\displaystyle \sum _{n=a}^{b}\nabla f(n)=f(b)-f(a-1)}
Погледај остало 

## Генерализација
- Генерализација коначних разлика се обично дефинише као

{\displaystyle \Delta _{h}^{\mu }[f](x)=\sum _{k=0}^{N}\mu _{k}f(x+kh),}
где \ му = (\ му_0, \ лдотс, \ му_Н) је његов коефицијент вектора. Бесконачна разлика је даља генерализација, где се коначна сума горе замењује бесконачном серијом. Други начин генерализације чине коефицијенти \ му_к зависи од тачке к: \ му_к = \ му_к (х), којим узимамо у обзир пондерисане коначне разлике. Такође, може се направити корак х који зависи од тачке к: х = х (к). Такве генерализације су корисне за конструкцију различитих модула континуитета.
- Генерализована разлика може се посматрати као полином прстенова: Р [Т_х]. То доводи до разлике алгебри.
- Разлика оператер генерализује Мобиус инверзије преко делимично одеђеног скупа.
- Као оператор скупа: Преко формалних инциденц алгебри, разлика оператере и друге мобиус инверзије може бити представљена скупом са функцијом на посет, под називом Мобиус функција м; за руковаоца разлике, μ је секвенца (1, -1, 0, 0, 0, ...).

## Коначна разлика у неколико варијабли
Коначне разлике могу бити разматране у више од једне променљиве. Оне су аналогни парцијални изводи у неколико варијабли.
Неки парцијални изводи приближно су (користећи централни метод):
{\displaystyle f_{x}(x,y)\approx {\frac {f(x+h,y)-f(x-h,y)}{2h}}\ }
{\displaystyle f_{y}(x,y)\approx {\frac {f(x,y+k)-f(x,y-k)}{2k}}\ }
{\displaystyle f_{xx}(x,y)\approx {\frac {f(x+h,y)-2f(x,y)+f(x-h,y)}{h^{2}}}\ }
{\displaystyle f_{yy}(x,y)\approx {\frac {f(x,y+k)-2f(x,y)+f(x,y-k)}{k^{2}}}\ }
{\displaystyle f_{xy}(x,y)\approx {\frac {f(x+h,y+k)-f(x+h,y-k)-f(x-h,y+k)+f(x-h,y-k)}{4hk}}~.}
Алтернативно, за апликације у којима рачунање ф представља најскупљи корак, мора се рачунати и први и други извод, ефикаснија формула за последњи случај је
{\displaystyle f_{xy}(x,y)\approx {\frac {f(x+h,y+k)-f(x+h,y)-f(x,y+k)+2f(x,y)-f(x-h,y)-f(x,y-k)+f(x-h,y-k)}{2hk}}~,}
пошто вредности за рачунање нису одмах потребне за претходне четири једначине су ф (к + х, и + к) и (к-Х, И-К).